# フレッド・アステア
フレッド・アステア（Fred Astaire、1899年5月10日 - 1987年6月22日）は、アメリカ合衆国ネブラスカ州オマハ生まれの俳優、ダンサー、歌手。舞台から映画界へ転じ、1930年代から1950年代にかけてハリウッドのミュージカル映画全盛期を担った。

## プロフィール

### 生い立ち

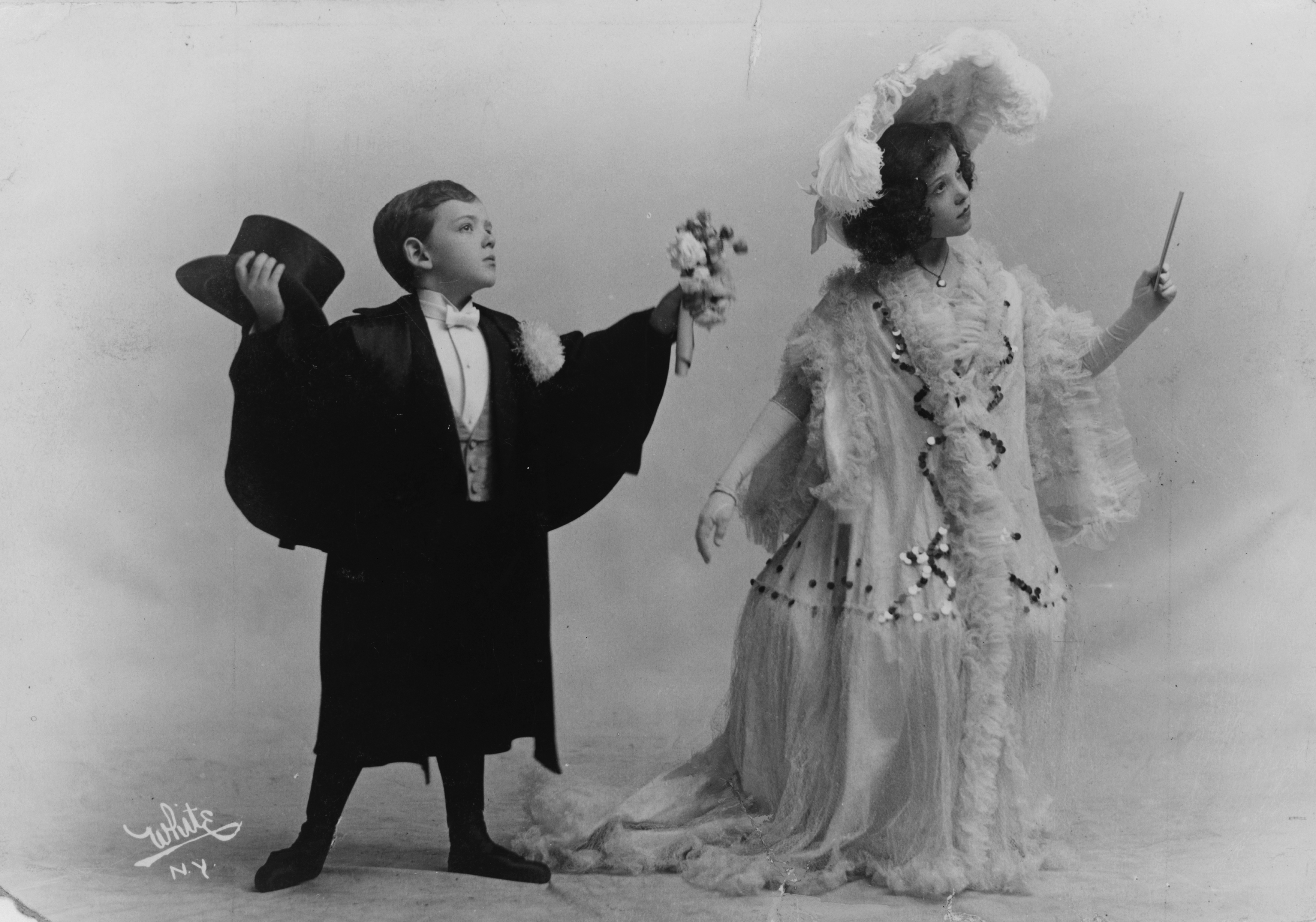
姉のアデールとともに（1906年）

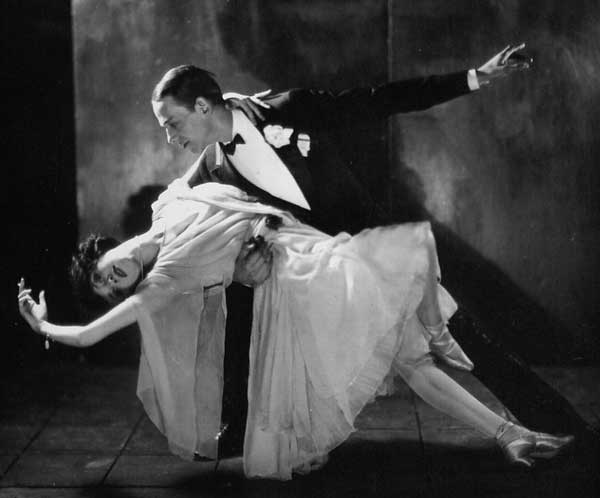
姉のアデールと共演した『バンド・ワゴン』（1921年）

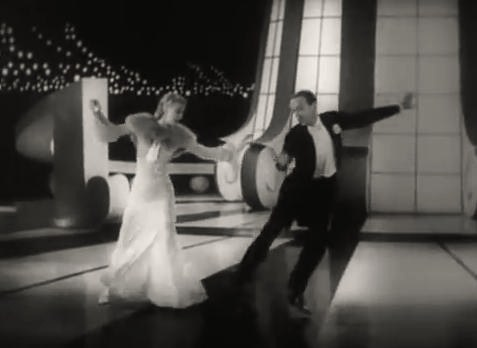
ジンジャー・ロジャースと共演した『艦隊を追って』（1936年）

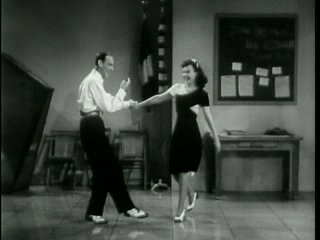
ポーレット・ゴダードと共演した『セカンド・コーラス』（1940年）

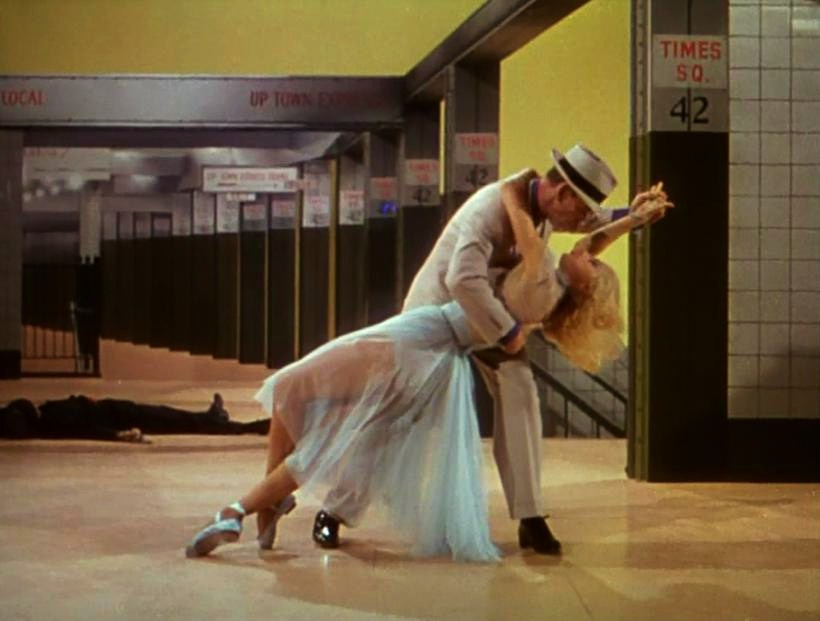
シド・チャリシーと共演した『バンド・ワゴン』（1953年）

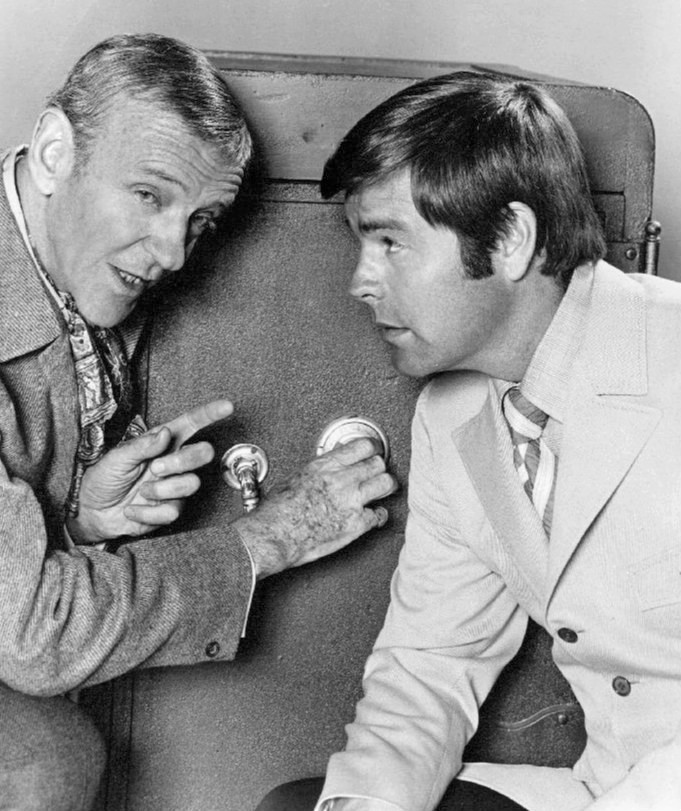
ロバート・ワグナーと共演した『スパイのライセンス』（1969年）

本名フレデリック・オースターリッツ（Frederick Austerlitz）としてオマハに生まれた。母ジョハナ・"アン"（旧姓ガイラス）はルター派のプロテスタントで、東プロイセンとアルザスからのドイツ系移民2世（ドイツ系アメリカ人）。セールスマンであった父フレデリック・"フリッツ"（旧姓名はフリードリヒ・エマヌエル・アウスターリッツ Friedrich Emanuel Austerlitz）は、カトリックに改宗したドイツ系ユダヤ人を両親としてオーストリアのリンツに生まれた移民1世である。つまり、フレッドはドイツ系とユダヤ系の混血である。
4歳からダンス・スクールに学んだアステアは、2歳上の姉のアデールとコンビで全米のヴォードヴィル劇場を巡演し、人気を得る。一時期を除き、アデールとのコンビはのちのミュージカル映画全盛期のリハーサルダンサーまで続いた。

### ダンサー
17歳でブロードウェイにダンサーとして進出を果たし、20歳で名声を確立。1921年には、22歳で姉・アデールと舞台『バンド・ワゴン』を大成功させた。しかし、1931年にアデールは結婚を機に芸能界から引退しイギリスの貴族社会に入ったため、弟のアステアは新たな活路を模索することになる。

### 映画界へのメジャー・デビュー
映画俳優への転身を決意し、ハリウッドでカメラ・テストを受けたが、当初の評価はハンサムとは言えない顔やルックスの悪さのせいで散々であった。それでもステージで培われた実力でスクリーンへの道を拓き、1933年にメトロ・ゴールドウィン・メイヤー映画『ダンシング・レディ』へのゲスト出演でスクリーンデビューする。
続いて当時の大手映画会社の1つであったが経営難にあったRKOと契約しジンジャー・ロジャースとコンビを結成、1933年以降、主演映画作品において華麗なダンスを披露した。アステアとロジャースは1939年までRKOで数々のドル箱ヒット作を生み出し、RKOは33年に公開された『キング・コング』と二人のダンス・コメディ映画シリーズによって経営を立て直した。
トップハットに燕尾服、ホワイトタイというエレガントなスタイルで、当時最高の作詞家・作曲家たちの手になるナンバーを歌い踊るアステアは、不況下のアメリカの大衆を熱狂させた。アステアとロジャースは、映画史上最高のダンシング・ペアとされ、二人の一連の主演作は「アステア=ロジャース映画」と呼ばれることもあった。

### フリーに転身
だがロジャースが「アステアの添え物」的立場に満足しておらず、演技派としての映画出演を望んだことで、コンビの時代は終わる。実際にロジャースは1939年の主演映画『恋愛手帖』で1940年のアカデミー主演女優賞を獲得している。
このためアステアは、1940年からはフリーで映画出演をする。この頃、タップ・ダンサーのエレノア・パウエルやリタ・ヘイワースらとコンビを組み、タップダンスで競演を見せる。
この頃では、特に1940年の『踊るニュウ・ヨーク（Broadway Melody of 1940）』でのタップシーンが秀逸であり、エレノアとの名人どうしの火花散るようなステップが、この映画の底抜けの楽しさを引き出すことに成功しているが、興行的にはロジャースとのコンビには及ばず、ロジャースとの再共演作を制作したこともあった。
1941年からアメリカも参戦した第二次世界大戦中は、アメリカ軍の慰問活動と、出演数は減ったものの映画への出演を中心に活動した。

### MGM時代
第二次世界大戦終結後の1946年には、ミュージカル映画でハリウッドを代表するメジャー映画会社であるMGMと契約した（但し専属ではない）。
1948年、若手のダンサー兼振付師として「ポスト・アステア」の地位にあった同じMGM所属のジーン・ケリーが撮影中に怪我を負ったため、代わってアステアが『イースター・パレード』の主役を引き受けた。この『イースター・パレード』が世界的なヒットと成功をおさめ、第二次世界大戦後の若手台頭の時期を経て「過去の人」となりかけていたアステアの人気は三たび急上昇する。
MGMの二枚看板としてジーン・ケリーと共に活躍したが、2人の共演は『ジーグフェルド・フォリーズ』と、『ザッツ・エンタテインメント PART2』の2作にとどまる。
1953年には、ヴィンセント・ミネリ監督の豪華な大作『バンド・ワゴン』に主演した。本作はアステアの長いキャリアにおける一つの頂点と見なされている。この時代のアステアは、RKOでのロジャースとのコンビとは異なり、様々な女優たちとダンスを踊って一枚看板を張れる存在であり、テクニカラー映像や特殊撮影、華麗な音楽などで彩られたMGMミュージカル映画の最盛期を背負って立つ存在であった。

### バイプレーヤーに
だが既に60歳近くになっていたアステアは体力の限界を見せており、同時に経費のかかるミュージカル映画の全盛時代も終焉を迎えつつあった。この頃にはダンス無しの純粋な演技でバイプレーヤーとしての実力を見せるようにもなった。核戦争をテーマとした1959年のシリアスな近未来映画『渚にて』では、医師役を演じている。
また1950年代以降のテレビジョンの爆発的普及に併せて、『スパイのライセンス』や『宇宙空母ギャラクティカ』などのテレビドラマにも多数出演している。1968年のフランシス・フォード・コッポラが監督した隠れた佳作『フィニアンの虹』がミュージカル映画への最後の出演となった。

### 晩年
晩年はヒット映画『タワーリング・インフェルノ』などへの助演で渋味のある演技を見せるなどし、アカデミー賞助演男優賞候補にノミネートされた。ゲスト出演的な例外を除いて1970年代半ばに引退したが、進行役としてミュージカル映画全盛期を回顧した名場面集映画『ザッツ・エンタテインメント パート2』出演では、余興としてジーン・ケリー共々、短くも軽やかなダンスを披露し、第一人者としての貫禄を示した。
一線を退いた後も最晩年まで自宅でのダンスの習練を怠らなかった。1983年にマイケル・ジャクソンが一世を風靡した「ビリー・ジーン」のムーンウォークを見ると自らも挑戦した。マイケルが直に教えたこともあり、既に80代半ばの身でありながら、これを鮮やかにマスターしていたという（マイケル・ジャクソンとの関係は下記参照）。

### 死去
1987年8月22日に、カリフォルニア州ロサンゼルスで死去した。88歳であった。なお死去後の1989年に、グラミー賞の特別功労賞を、1999年に『ザ・フレッド・アステア・ストーリー』（1952年発表の4枚組LP）でグラミーの殿堂入りを果たした。

## 評価
アステアのエレガントなダンスには「洗練」という言葉が最も当てはまる。アステアはダンスに洗練と品格の両方を備えさせることに成功した、二十世紀を代表するダンサーであり不世出の天才と言える。正統派のダンス・ファッション共々「粋」を極めたダンサーであった。
後世に与えた影響も大きく、マイケル・ジャクソンなどもアステアの大ファンで「もっとも影響を受けた人物の一人」と発言しており、幼い頃からアステアの真似をしたり、アステアごっこをして妹のジャネットと遊んだとも語っている。自分たちのテレビショーで兄弟全員でアステアの「踊るリッツの夜」をカバーしたこともある。ソロになってからも自身のパフォーマンスにおいて一部ステップを取り入れている。
またアメリカにおいてアステアは紳士の代名詞としても有名で、名実ともにミュージカル俳優の鑑であった。米俗語として「アステア＝ダンスの上手い洗練された男性」があるという。
優れたダンサーとしての面ばかりが強調されがちだが、歌手としてもアステアは一流であり、同時代に一世を風靡した歌手のビング・クロスビーのクルーナー・スタイルとも通じるスムースさと、ダンスで培われたリズム感とを伴った軽やかな歌唱で、しばしばヒットチャートをにぎわせた（アステアとクロスビーは、クロスビーの最晩年である1975年にカーペンターズのヒット曲『シング』などをデュオした録音を残しており、ここでは老いてなお二人に共通した歌唱スタイルがあることをうかがわせる）。1952年発表の4枚組LP『ザ・フレッド・アステア・ストーリー』は、1999年にグラミーの殿堂入りを果たしている。
そしてジョージとアイラのガーシュウィン兄弟、コール・ポーター、アーヴィング・バーリン、ジェローム・カーンなど、1930年代から1950年代にかけてのアメリカを代表するソングライター達はアステアのために膨大な楽曲を提供し、それらの曲はのちにはスタンダード・ナンバーとなったものも多い。

## プライベート
プライベートでのアステアは、シャイで紳士的な人物だったという。社交界で派手に遊ぶタイプではなかった。映画界入りを考えていた頃、ボストンの富豪の娘のフィリス・ポッターに恋をする。ポッターは最初、スターであるアステアを知らなかった。人妻であったがやがて離婚し、1933年にポッターと結婚した。約21年間結婚生活を送るも、ポッターは脳腫瘍に罹り、46歳の若さで急逝した。「足ながおじさん」の撮影中で降板を検討したが、周りに励まされ撮影に復帰した。愛妻の死で悲嘆に暮れたアステアは長年を独り身で過ごした。
また1931年2月22日、ロンドンのホテルで当時世界漫遊旅に出かけていたチャールズ・チャップリンの主催で彼の過去の作品の上映会が行われ、姉のアデールとともに上映会に出席していた。
晩年に女性騎手のロビン・スミス（当時35歳）と出会い、1980年に再婚。スミスと年の差があったため周囲に反対され、アステアは駆け落ちまで考えたらしい。何とか周囲を説得したが、この再婚は成功であった。アステアが1987年に88歳で亡くなるまで、スミスと幸せに過ごしたという。

## 日本との関わり
- 第二次世界大戦前の日本でもその評判が高く、浅草レビュー街などではアステア＆ロジャースを真似て舞台に上がる日本人ダンスチームが大勢いたほどの人気だったという。
- 馬主だったアステアの持ち馬のうち、もっとも優秀だったトリプリケイトは日本のブリーダーに売却されたことがある。
- 1957年（昭和32年）8月、在日米軍に勤務していた義理の息子に会うため観光も兼ねてプライベートで来日したことがあり、当時、淀川長治が編集長を務めていた「映画の友」編集部を訪れ、ポーズを決めたり、ステップを踏んだりして終始ご機嫌だったという。また、落語家の立川談志はその折にアステア一行と銀座で偶然会いサインを貰ったと自著に記している。

## 出演作品

### 映画
- ダンシング・レディ - Dancing Lady（1933年/MGM）
ジョーン・クロフォードの相手役として、主演のクラーク・ゲーブルに代り、ダンスシーンのみにゲスト出演。
- 空中レヴュー時代 - Flying Down to Rio（1933年/RKO）
はじめてジンジャー・ロジャースとコンビを組み、「カリオカ」を演じる。映画のなかでは脇役だったが、一挙に人気を博し、次回作では主演に抜擢される。
- コンチネンタル - The Gay Divorcee（1934年/RKO）
ロジャースとのコンビによる主演第1作。姉アデールと共演したミュージカル「陽気な離婚」を映画化したもので、2人の人気を不動のものにした。特にコール・ポーターの「夜も昼も」でアステアとロジャースが踊るシーンは有名。
- ロバータ - Roberta （1935年/RKO）
ロジャースとの共演第3作。前作同様舞台版の映画化であり、歌曲は原作の作曲者ジェローム・カーンが担当。アステアが後に「もっとも気に入ったダンス」のひとつに挙げたラストシーン「煙が目にしみる」は、歌曲のよさもあいまって爆発的なヒットとなった。
- トップ・ハット - Top Hat (1935年/RKO）
ロジャースとの共演第4作。歌曲はアーヴィング・バーリンが担当。5つあるミュージカル・ナンバーはいずれも秀逸だが、特に「頬寄せて」はアステア&ロジャースの名声を不朽のものにした佳品であり、アステアのソロ「トップ・ハット、ホワイト・タイ、アンド・テール」で燕尾服にトップ・ハットというアステアのイメージは不動のものになる。
- 艦隊を追って - Follow the Fleet（1936年/RKO）
ロジャースとの共演第5作。歌曲は引続きアーヴィング・バーリンが担当した。アステアがはじめて水兵役に挑戦し、人気歌手ハリエット・ヒリヤードを起用するなど、一連の作品からの脱皮をはかったが、けっきょく最大の人気を博したのは燕尾服姿のアステアとロジャースが踊るラストの「レッツ・フェイス・ザ・ミュージック・アンド・ダンス」であった。
- 有頂天時代 - Swing Time（1936年/RKO）
ロジャースとの共演第6作。ジェローム・カーンが歌曲を担当し、「今宵の君は」が主題歌部門でアカデミー賞。このほかにも「ア・ファイン・ロマンス」「ピック・ユアセルフ・アップ」のナンバーが含まれ、「ボージャングルス・オブ・ハーレム」ではアステアがビル・ボージャングル・ロビンソンに扮して映画人生でただ一度の黒塗り姿を見せている。アステアの完璧主義を語る上でよく引き合いに出される「ネヴァー・ゴナ・ダンス」（48テイク目で完成した）が含まれるのも本作。
- 踊らん哉 - Shall We Dance（1937年/RKO）
ロジャースとの共演第7作。歌曲をはじめてジョージ・ガーシュウィンとアイラ・ガーシュウィンの兄弟が担当。後にスタンダードナンバーとなった「誰にも奪えぬこの想い」「ゼイ・オール・ラフド」が含まれるほか、「レッツ・コール・ザ・ホール・シング・オフ」ではローラー・スケートによるダンスナンバーを披露している。公開当時は興行成績が意外にあがらず、結果的にアステア=ロジャースのコンビの限界を知らしめることになった。
- 踊る騎士 - A Damsel in Distress（1937年/RKO）
ジョーン・フォンテインとの共演作。アステア、ロジャース両人の希望で、一時的にコンビを解散し、アステアが単独で主演した。引続きガーシュウィン兄弟が「ア・フォギー・デイ」（この映画が初演）を含む歌曲を提供したが、フォンテーンにダンスの経験がほとんどなく、興行的にはあまり成功しなかった。
- 気儘時代 - Carefree（1938年/RKO）
ロジャースとの共演第8作。アーヴィング・バーリンが歌曲を担当し、「チェンジ・パートナーズ」などの名ナンバーがあったものの、興行成績が芳しくなく、二人の決別は決定的になった。当初カラー作品になる予定で、それにあわせてバーリンは「アイ・ユーズド・トゥ・ビー・カラー・ブラインド」という曲を書いたが、予算の都合で最終的にはモノクロで撮影された。アステアとロジャースがはじめて映画のなかでキスした作品。
- カッスル夫妻 - The Story of Vernon and Irene Castle（1939年/RKO）
ロジャースとの共演第9作。2人が往年の名ダンス・コンビであるヴァーノン＆アイリーン・キャッスル夫妻に扮し、コンビ解消を記念する作品となった。作中での衣装、ダンス・ナンバーなどがあまりにも時代がかったものであったこと、2人の共演作にはめずらしく悲劇的な結末であったことなどから興行成績が伸びなかった。
- 踊るニュウ・ヨーク - Broadway Melody of 1940（1940年/MGM）
タップの女王エレノア・パウエルとの共演作。MGMの名物シリーズであった「ブロードウェイ・メロディ」の1940年版で、「白黒映画最後の超大作」などと評された。コール・ポーターの「ビギン・ザ・ビギン」のメロディに乗せて、当時比肩される者のなかったタップ・ダンスの名人アステアとパウエルが神技を競うラスト・シーンは圧巻である。また冒頭ジョージ・マーフィーとのナンバーは、映画における男性パートナーとの初共演であった。
- セカンドコーラス - Second Chorus（1940年/パラマウント配給）
ポーレット・ゴダードとの共演作。アーティ・ショウバンドが実名で登場しており、ラストでアステアが「プワー・ミスター・チズン」を指揮しながら踊るシーンが見られる。ゴダードがほとんど踊れなかったことや、戦時色が濃厚な世相もあって、興行的には不振であった。アステアの振付師ハーミズ・パンが端役で登場している。
- 踊る結婚式 - You'll Never Get Rich（1941年/コロンビア）
リタ・ヘイワースとの共演第1作。
- スイング・ホテル - Holiday Inn（1942年/パラマウント）
ビング・クロスビーとの初共演作品。アーヴィング・バーリンによる曲が惜しげもなく提供され、空前のヒット作となった。「ホワイト・クリスマス」が初演された映画としても有名。アステアはヴァージニア・デイル、マジョリー・レイノルズとのデュエットのほか、独立記念日のナンバーで爆竹とともに踊り、観客の意表をついた。1954年、ビング主演により『ホワイト・クリスマス』としてカラーでリメイクされたが、アステアは出演を辞退し、結局ダニー・ケイが代役を果たした。
- 晴れて今宵は - You Were Never Lovelier（1942年/コロンビア）
リタ・ヘイワースとの共演第2作。
- 青空に踊る - The Sky's the Limit （1943年/RKO）
ジョーン・レスリーとの競演
- ヨランダと泥棒 - Yolanda and the Thief （1945年/MGM）
- ジーグフェルド・フォリーズ  - Ziegfeld Follies（1946/MGM）
怪盗に扮してモノクルをつけたり、一重にメイクをして中国風の踊りなども踊っている。この作品で、ジーン・ケリーとの競演を果たした。
- ブルー・スカイ - Blue Skies（1946/パラマウント）
- イースター・パレード - Easter Parade（1948/MGM）
骨折したジーン・ケリーの代役で出演。子供と踊るナンバー「ドラム・クレイジー」は、ジーン・ケリー版の収録も済んでいたという。アステアは引退宣言をしていたが、この作品で復帰となった。ちなみに共演者のアン・ミラーもこの作品で引退から復帰している。
- ブロードウェイのバークレー夫妻 - The Barkleys of Broadway（1949/MGM）
ジュディ・ガーランドと共演で計画されていたが、ガーランドが病に倒れたため、急遽かつてコンビを組んでいたジンジャー・ロジャースが起用された。ロジャースとの最後の共演作。
- 土曜は貴方に - Three Little Words（1950/MGM）
コメディアンのレッド・スケルトンとの共演作。
- レッツ・ダンス - Let's Dance（1950/パラマウント）
- 恋愛準決勝戦 - Royal Wedding（1951/MGM）
天井で踊ったり、ハンガーと踊ったり、靴と踊ったり、いろいろな趣向を凝らした作品。
- ザ・ベル・オブ・ニューヨーク - The Belle of NewYork（1952/MGM）
- バンド・ワゴン - The Band Wagon（1953/MGM）
- 足ながおじさん - Daddy Long Legs（1955/20世紀フォックス）
レスリー・キャロンとの共演作。
- パリの恋人  - Funny Face（1957/パラマウント）
オードリー・ヘプバーンと共演。2人でダンスもしている。
- 絹の靴下 - Silk Stockings（1957/MGM）
- 渚にて - On the Beach（1959）
ミュージカルではない作品。
- 結婚泥棒 - The Pleasure of His Company（1961）
- 悪名高き女 - The Notorious Landlady（1962）
- フィニアンの虹 - Finian's Rainbow（1968）
最後のミュージカル映画出演。
- 強奪超特急 - Midas Run（1969）
- ザッツ・エンタテインメント  - That's Entertainment!（1974）
- タワーリング・インフェルノ  - Towering Inferno (1974)
アステアの演技が高評価を受け、アカデミー助演男優賞にノミネートされた。
- ザッツ・エンタテインメント パート2 - That's Entertainment, Part2（1976）
- ドーベルマン・ギャング - The Amazing Dobermans (1976)
- 男と女のアヴァンチュール / 紫のタクシー - Un taxi mauve (1977)
- ゴースト・ストーリー - Ghost Story（1981）
- ザッツ・ダンシング - That's Dancing!（1985）
過去の映画シーンの再録という形で出演。

### 映画以外
- フレッド・アステア物語1（映画以外）
- フレッド・アステア物語2（映画以外）
- General Electric Theater（1957–1959）
- An Evening with Fred Astaire（米NBCのテレビ・バラエティー番組）（1958）
- Another Evening with Fred Astaire（1959）
- Astaire Time（1960）
1958年10月17日に放送。エミー賞の9部門を獲得。1959年、1960年にも制作された。録画番組としては世界最古のカラービデオテープとして残っていることで歴史的にも非常に貴重である。尚、上記3作品はYouTubeにて視聴可能。
- Alcoa Premiere（1961–1963）
- Bob Hope Presents the Chrysler Theatre（1964）
- ドクター・キルデア - Dr. Kildare（1965）
- スパイのライセンス - It Takes a Thief（1969–1970）
- The Over-the-Hill Gang Rides Again（TV Movie：NBC）（1970）
- Santa Claus Is Comin' to Town (1970)
- The Easter Bunny Is Comin' to Town（1977）
- The Man in the Santa Claus Suit（1977）
- 絆 / 死を見つめて - A Family Upside Down（1978）
- 宇宙空母ギャラクティカ - Battlestar Galactica（1979）
- The RKO Story - Let's Face the Music and Dance（BBC：1987）
フレッド・アステア、ジンジャー・ロジャースの貴重なインタビューが見られる。YouTubeにて視聴可能。

## 受賞歴
| 賞                       | 年     | 部門                                    | 作品名                         | 結果       |
| ------------------------ | ------ | --------------------------------------- | ------------------------------ | ---------- |
| アカデミー賞             | 1949年 | 名誉賞                                  |                                | 受賞       |
| アカデミー賞             | 1974年 | 助演男優賞                              | 『タワーリング・インフェルノ』 | ノミネート |
| ゴールデングローブ賞     | 1950年 | 主演男優賞 (ミュージカル・コメディ部門) | 『土曜は貴方に』               | 受賞       |
| ゴールデングローブ賞     | 1959年 | 助演男優賞                              | 『渚にて』                     | ノミネート |
| ゴールデングローブ賞     | 1961年 | 主演男優賞 (ミュージカル・コメディ部門) | 『結婚泥棒』                   | ノミネート |
| ゴールデングローブ賞     | 1961年 | セシル・B・デミル賞                     |                                | 受賞       |
| ゴールデングローブ賞     | 1967年 | 主演男優賞 (ミュージカル・コメディ部門) | 『フィニアンの虹』             | ノミネート |
| ゴールデングローブ賞     | 1974年 | 助演男優賞                              | 『タワーリング・インフェルノ』 | 受賞       |
| 英国アカデミー賞         | 1975年 | 助演男優賞                              | 『タワーリング・インフェルノ』 | 受賞       |
| ケネディ・センター名誉賞 | 1978年 |                                         |                                | 受賞       |
| AFI賞                    | 1981年 | 生涯功労賞                              |                                | 受賞       |
| グラミー賞               | 1989年 | 特別功労賞                              |                                | 受賞       |